# Mendi (Schiff)
Die Mendi war ein 1905 in Dienst gestelltes Passagierschiff der britischen Reederei Elder Dempster & Company, das im Passagier- und Frachtverkehr zwischen Großbritannien und Westafrika eingesetzt wurde.
Im Ersten Weltkrieg diente sie als Truppentransporter, bis sie am 21. Februar 1917 elf Seemeilen südlich von St. Catherine’s Point, der Südspitze der Isle of Wight, in dichtem Nebel nach der Kollision mit dem Frachtdampfer Darro sank. Dabei kamen 636 fast ausschließlich afrikanische Besatzungsmitglieder und Soldaten ums Leben. Obwohl ein britisches Schiff und in britischen Gewässern geschehen, ist dieses Unglück in Großbritannien größtenteils unbekannt. Großen Eindruck hinterließ es jedoch in Südafrika, da fast alle Männer an Bord von dort stammten.

## Das Schiff
Das 4.230 BRT große Dampfschiff Mendi wurde auf der Werft Alexander Stephen and Sons in Linthouse (Glasgow) gebaut und lief am 18. Juni 1905 vom Stapel. Im gleichen Jahr begann die Mendi ihren Service nach Westafrika. Das 112,8 Meter lange und 14,1 Meter breite Schiff hatte einen Schornstein, zwei Masten und einen Propeller. Die Höchstgeschwindigkeit lag bei 11,5 Knoten. Registriert war der Dampfer in Liverpool.
Mit fortschreitendem Verlauf des Ersten Weltkriegs meldeten sich zunehmend Freiwillige, zumeist einfache Arbeiter, aus entfernten Teilen des britischen Empires, darunter aus Afrika, Indien und der Karibik. Dadurch bildete sich der Foreign Labour Corps, der von britischen Offizieren angeführt wurde. Im Herbst 1916 wurde die Mendi von der britischen Regierung zum Kriegsdienst angefordert und in einen Truppentransporter umgewandelt. Drei der Laderäume wurden dabei in Truppenunterkünfte umgebaut.
Am 25. Januar 1917 legte die Mendi unter dem Kommando von Kapitän Henry Arthur Yardley in Simon’s Town (Südafrika) mit Ziel Le Havre ab. An Bord waren 88 Besatzungsmitglieder und 806 Männer des 5th Battalion South African Native Labour Corps als Passagiere. Während der Überfahrt machte das Schiff drei Zwischenstopps, zunächst in Lagos (Nigeria) und in Sierra Leone und zuletzt in Plymouth am 19. Februar. Während des letzten Teils der Reise wurde die Mendi von dem britischen Zerstörer HMS Brisk eskortiert. Am 20. Februar 1917 lief sie in Plymouth nach Le Havre aus.
Die See war tagsüber ruhig, aber nach Mitternacht setzte dichter Nebel ein, sodass die Geschwindigkeit reduziert werden musste. Dies war wegen der bestehenden U-Boot-Gefahr nicht ungefährlich. Um 04.57 Uhr morgens, als sich die Mendi elf Seemeilen südlich von St. Catherine’s Point, der Südspitze der Isle of Wight, befand, tauchte aus dem Nebel plötzlich der Frachtdampfer Darro auf, der mit einer Tonnage von 11.484 BRT mehr als doppelt so groß wie die Mendi war. Die Darro befand sich unter dem Kommando von Kapitän Henry Winchester Stump auf dem Weg nach Argentinien. Trotz des Nebels zeigte keines der beiden Schiffe Positionslichter. Es kam zur Kollision, wobei der Bug der Darro tief in die Steuerbordseite der Mendi eindrang und unter Deck viele der Arbeiter im Schlaf tötete.
Wegen der schnell zunehmenden Schlagseite nach Steuerbord konnten auf dieser Seite keine Rettungsboote zu Wasser gelassen werden. Lediglich an Backbord kamen einige Boote vom Schiff klar. 25 Minuten nach der Kollision ging die Mendi unter. 29 Besatzungsmitglieder und 607 Südafrikaner ertranken oder starben an den Folgen der Unterkühlung. Die Darro bot aus Angst vor U-Booten keine Hilfe an und dampfte davon; die Überlebenden wurden stattdessen von der Brisk aufgenommen. Sie waren die letzten Männer der South African Native Labour Corps, die von Südafrika nach Europa verschifft wurden.
Das Wrack der Mendi wurde 1945 gefunden, aber erst 1974 als das der Mendi identifiziert. Bug und Heck sind gut erhalten, aber der mittlere Teil ist teilweise eingebrochen. Es liegt auf Position 50° 28′ N, 1° 33′ W.

## Erinnerung
Mehrere Denkmäler wurden in England und Südafrika errichtet. Der 2003 eingeführte südafrikanische Order of Mendi for Bravery, der für Tapferkeit im militärischen und zivilen Bereich verliehen wird, ist nach dem Unglück benannt. 2012 erklärte Präsident Jacob Zuma den 21. Februar zum Gedenktag für die Rolle des Militärs in Südafrika.